# لوسي ووكر
لوسي ووكر (بالإنجليزية: Lucy Walker)‏ هي كاتِبة أسترالية، ولدت في 4 مايو 1907، وتوفيت في 1987.